# Бакин, Виктор Семёнович
Виктор Семёнович Бакин (род. 1 ноября 1957, Мураши, Кировская область) — российский писатель, журналист. Член Союза журналистов России (1984), член Союза писателей России (2003).

## Биография
Родился 1 ноября 1957 года в городе Мураши Кировской области. Жил на разъезде Мосинский Юрьянского района, в начале шестидесятых годов с родителями переехал в областной центр Киров.
Окончил в Кирове среднюю школу № 16, затем Кировский политехнический институт по специальности «инженер-строитель».
В 1980—1982 годы служил в Советской армии: сначала на Украине под Харьковом, потом в южном Казахстане, под Алма-Атой.

## Творчество
Журналистикой стал заниматься будучи студентом. После службы в Вооружённых Силах СССР, с июня 1982 года, начинает работать в печати на постоянной основе — в штате областной молодёжной газеты «Комсомольское племя». Основные темы его публикаций в это время — вопросы нравственности и морали, военно-патриотического воспитания.
С 1990 года более четверти века работает в редакции общественно-политической газеты «Вятский край», а с февраля 2017 года — в старейшей газете региона «Кировской правде».
В студенческую пору пробует свои силы и в литературном творчестве, занимается в литературном клубе «Молодость» при региональном отделении Союза писателей, участвует в работе областных семинаров молодых литераторов, во Всесоюзных семинарах молодых писателей в Пицунде. Его произведения начинают публиковаться в коллективных сборниках издательств Кирова и Москвы, в популярных общесоюзных изданиях «Советская культура» и «Литературная Россия», в областных газетах.
Автор 15 книг прозы, вышедших в разные годы в Кирове, Екатеринбурге и Москве.
Большое внимание уделяет Великорецкому крестному ходу, а также истории строительства в XIX веке жемчужины города Вятки — Александро-Невского собора.
За публикации автор заслужил почётную премию и звание «Вятский горожанин» (2010 год).
Один из инициаторов, организаторов и активных участников восстановления уникального храма на своей малой родине — Церкви Покрова Пресвятой Богородицы села Верходворье Юрьянского района Кировской области.
Вышедшая в 2013 году и переизданная годом позже документальная книга «На Великую…» на региональном конкурсе «Вятская книга-2013» была признана лучшей книгой года в разделе «проза», а сам автор удостоен звания «писатель года». Высокую оценку книга «На Великую…» получила и на всероссийском уровне — в январе 2014 года в Санкт-Петербурге автор был удостоен звания лауреата Всероссийской православной литературной премии имени святого благоверного князя Александра Невского, а на следующий год в Москве вручена Международная премия «Имперская культура» им. Эдуарда Володина. В 2016 году уже на Алтае эта книга отмечена православной литературной премией имени святителя Макария, митрополита Алтайского.
Книга «На Великую…» была включена также в шорт-лист Международного славянского литературного форума «Золотой Витязь» и Всероссийской литературной премии имени Павла Петровича Бажова.
Отрывки книги «На Великую…» печаталась в общероссийской православной газете «Русь Державная».
Статьи и рассказы публиковались в общероссийских литературных журналах «Роман-газета», «Наш современник», «Москва», «Дружба народов», «Север», «Аврора», «Форум»; в популярных региональных изданиях «Чаша круговая» (Екатеринбург), «Русское эхо» (Самара), «Новгород литературный» и «Нижний Новгород» (Нижний Новгород), «Бийский вестник» (Алтайский край), «Литера» (Республика Марий Эл), «Вятка литературная» (Киров), в белорусском журнале «Новая Немига литературная», в журнале «Простор» (Казахстан) и др.
Женат, воспитал двух сыновей.

## Поощрение Президента РФ
Распоряжение Президента Российской Федерации от 05.01.2025 № 3-рп «О поощрении»
За заслуги в области культуры и искусства, многолетнюю творческую деятельность
объявить благодарность Президента Российской Федерации
БАКИНУ Виктору Семёновичу — обозревателю Кировского областного государственного автономного учреждения «Вятский издательский дом»
ПРЕЗИДЕНТ
Российской Федерации В. Путин
5 января 2025 года
№ 3-рп— 

## Книги и публикации
- Бакин В. С. Долгая дорога в небо (очерк) // сост. Г. И. Бузмаков : сборник «Радуга над Вяткой». — М.: «Современник», 1986. — С. 236—242. — ISBN ББК84Р2.
- Бакин В. С. Чужие (очерк) : сборник «Человек на посту». — Киров: Волго-Вятское книжное издательство, Кировское отделение, 1988. — С. 31—44. — ISBN 5-7420-0014-6.
- Бакин В. С. «Спасибо, сынок!» и «Уроки верности» (очерки) : сборник «Родина всегда нами». — Киров: Волго-Вятское книжное издательство, Кировское отделение, 1989. — С. 67—81. — ISBN 5-7420-0011-1.
- Бакин В. С. «Детдомовские сороковые» (отрывок из книги) : «По совести говоря: Очерки молодых литераторов». — издательство «Современник», 1989. — С. 413. — ISBN 5-270-00855-6.
- Бакин В. С. Детдомовские сороковые. — Киров: Волго-Вятское книжное издательство. Кировское отделение, 1989. — 144 с. — 15 000 экз. — ISBN 5-7420-0123-1.
- Бакин В. С. Детдомовские сороковые. — М.: «Молодая гвардия», 1991. — 205 с. — 100 000 экз. — ISBN 5-235-01232-1.
- Бакин В. С. Белый праздник. — Екатеринбург: «Филантроп», 2003. — 96 с. — 1000 экз.
- Бакин В. С. Минута молчания. — Киров: Кировская областная писательская организация, 2004. — 64 с. — 1000 экз. — ISBN 5-85908-037-9.
- Бакин В. С. «Война матерей» (отрывок из книги) // Дружба народов (журнал) : литературный журнал. — 2004. — Вып. № 12. — С. 134—166. — ISSN 0012-6756.
- Бакин В. С. [Бакин В. С. Война матерей. Война матерей]. — Киров: Дом печати «Вятка», 2004. — 256 с. — 1000 экз. — ISBN 5-85271-170-5.
- Бакин В. С. Детдомовские сороковые. — Киров: Дом печати «Вятка», 2005. — 224 с. — 1000 экз. — ISBN 5-85271-189-6.
- Бакин В. С. «Зима на починке» (рассказ) // «Вятский рассказ XX века» (Антология вятской литературы) : сборник. — Киров: Дом печати «Вятка», 2006. — Т. 4. — С. 381—390. — ISBN 5-85271-239-6.
- Бакин В. С. «Жизнь человека» и «Страшное слово» (очерки) // «Печали, труды и заботы» (сборник произведений кировских писателей) : сборник. — Киров: издательство «О-Краткое», 2008. — С. 160—178. — ISBN 978-5-91402-022-1.
- Бакин В. С. На Великую… (Великорецкий крестный ход). — Киров: Киров, областная типография, 2013. — 320 с. — 1000 экз. — ISBN 978-5-498-00120-3.
- Бакин В. С. «Русское богомолье» (очерк) // Москва (журнал) : российский литературный журнал. — М., 2013. — Вып. № 5. — С. 159—164. — ISSN 0131-2332.
- Бакин В. С. Просёлки памяти. — Киров: КОО ООО «Союз писателей России», 2015. — 152 с. — 700 экз. — ISBN 978-5-498-00329-0.
- Бакин В. С. Война матерей. — Киров: «О-Краткое», 2014. — 272 с. — 1000 экз. — ISBN 978-5-91402-157-0.
- Бакин В. С. Детдомовские сороковые. — 4-е изд. — Киров, 2015. — 264 с. — ISBN 978-5-498-003139.
- Бакин В. С. «Война матерей» (отрывок из книги) // Роман-газета : народный журнал. — М., 2016. — Вып. № 9. — С. 1—30. — ISSN 0131-6044.
- Бакин В. С. «Далекое… Святое…» (рассказ) // Наш современник : журнал писателей России. — М., 2017. — Вып. № 10. — ISSN 0027-8238..
- Бакин В. С. Собор святого Александра, обетный храм земли вятской. — Киров: издательский дом «Витберг», 2018. — 320 с. — 500 экз. — ISBN 978-5-86173-036-5.
- Бакин В. С. Далекое. Святое. Дорогое…. — Киров: издательский дом «Витберг» КОО ООО «СПР», 2018. — 400 с. — 400 экз. — ISBN 978-5-86173-044-0.
- Бакин В. С. «Война матерей» (журнальный вариант) : журнал. — Петрозаводск: Север: литературно-художественный и общественно-политический журнал, 2019. — Вып. №№ 9-10 11-12. — С. 146—169, 102-120. — ISSN 0131-6222..
- Бакин В. С. Блокадные девочки. — Киров: издательский дом «Витберг» КОО ООО «Союз писателей России», 2020. — 400 с. — 500 экз. — ISBN ISBN 978-5-86173-043-3.
- Бакин В. С. Поговорим. Стихи почитаем…. — Киров: издательский дом «Витберг» КОО ООО «Союз писателей России», 2021. — 395 с. — 100 экз. — ISBN 978-5-86173-042-6.
- Бакин В. С. Дымка дивная : Очерк // Бийский вестник: журнал родины В. М. Шукшина. — 2020. — Вып. 4. — С. 53—64. — ISSN 1992-4127.
- Бакин В. С. День рождения : Рассказ // Роман-газета. — 2021. — № 6. — С. 57—62. — ISSN 0131-6044.
- Бакин В. С. Блокадные девочки : Документальная повесть // Путеводная звезда. Школьное чтение — гуманитарный образовательный журнал Российского детского Фонда. — 2022. — № 5.
- Бакин В. С. «Zа Вятку»: сборник патриотических произведений вятских писателей. — Киров: Кировская обл. тип, 2023. — 168 с. — 500 экз. — ISBN 978-5-498-01028-1.
- Бакин В. С. «Zа наших!: сборник патриотических произведений вятских писателей. — Киров: Кировская обл. тип, 2024. — 192 с. — 500 экз. — ISBN 978-5-498-01130-1.
- Бакин В. С. «Посох памяти». — Киров: Кировская обл. тип. — Т. Антология вятской литературы»,т.28. — 488 с. — 400 экз. — ISBN 978-5-498-01138-7.

## Премии и награды
- премия комсомола Кировской области (за книгу «Детдомовские сороковые»)[13]
- областная премия Союза журналистов СССР (за цикл материалов о детях войны)
- областная литературная премия имени поэта-фронтовика Овидия Любовикова (за книгу «Белый праздник»)[14]
- лауреат областного конкурса «Вятская книга года — 2004» (за книгу "Война матерей) и звание «писатель года»
- лауреат областного конкурса «Вятская книга года — 2013» (за книгу "На Великую…) и звание «писатель года»[15]
- лауреат премии и звание «Вятский горожанин — 2010» (за цикл материалов об Александро-Невском соборе в Вятке)[16]
- почётные грамоты Союза журналистов России (2007 и 2012 годы)
- почётные грамоты Союза писателей России (2007 и 2017 годы)
- благодарность Министра культуры и массовых коммуникации РФ (2007)
- почётная грамота правительства Кировской области (2010)
- почётное звание «Заслуженный работник культуры Кировской области»- За многолетнюю плодотворную работу в области средств массовой информации, в области культуры и литературы (2017)[17][18]
- медаль «За заслуги» Российского Союза ветеранов Афганистана.
- диплом и нагрудный знак лауреата Всероссийской православной литературной премии им. святого и благоверного князя Александра Невского за книгу «На Великую…» (2014)[19][20]
- диплом и нагрудный знак лауреата Национальной премии «Имперская культура» имени Эдуарда Володина (за книгу «На Великую…») (2014)[1]
- — Международная литературная премия имени П. П. Ершова (2000)[21].
- диплом и нагрудный знак лауреата Всероссийской православной литературной премии имени святителя Макария, Апостола Алтая, (за книгу "На Великую…) (2016).[22]
- орден Достоевского II степени (общественная награда Пермского края)[23][24]
- специальная премия жюри межрегионального фестиваля документального кино и литературы «Солдаты Отечества» имени знаменосца Победы Григория Булатова[25](за книгу «Детдомовские сороковые…»)
- диплом и нагрудный знак лауреата литературной премии Уральского федерального округа (за книгу "Детдомовские сороковые…)[26]
- Золотая медаль «Василий Шукшин» (2017).[27]
- Орден «За заслуги» — высшая награда Российского Союза ветеранов Афганистана. За книгу «Война матерей» (два издания), и многочисленные публикации в центральной и региональной прессе, посвящённые локальным войнам.
- диплом и нагрудный знак лауреата Всероссийской литературной премии «Белуха» (2018) (за верность традициям русской литературы)[28]
- Диплом лауреата Всероссийского литературного конкурса имени вятского поэта-сатирика Е. П. Замятина. (за развитие жанра фельетона) (2018).[29]
- Специальный диплом «Сохранение исторической памяти» на XXI Кировской областной выставке-конкурсе «Вятская книга года −2018» — за книгу «Собор святого Александра, обетный храм земли вятской». (2019 г.)[30]
- «Золотой Диплом» X Международного Славянского литературного форума «Золотой Витязь» (номинация — публицистика) — за книгу «Собор святого Александра, обетный храм земли вятской» (2019 г.).[31]
- Диплом лауреата и нагрудный знак Всероссийской литературной премии имени Дмитрия Мамина-Сибиряка (2019)- за книгу рассказов и очерков «Далекое. Святое. Дорогое…», исповедующую православные ценности и продолжающую реалистические традиции отечественной прозы (2019)[32]
- Диплом лауреата Международной литературной премии имени П. П. Ершова (номинация «военно-патриотическая литература») — за документальную книгу «Детдомовские сороковые…» (2020 г.)
- Архиерейская грамота и нагрудный знак лауреата Филофеевской литературной премии — за книгу «На Великую…» (2020 г.)[33]
- Специальный диплом в номинации «Лучшее литературно-художественное издание» на XXIII Кировской областной выставке-конкурсе «Вятская книга года — 2020» — за книгу «Блокадные девочки»[34].
- Диплом православной литературной премии имени святителя Макария, митрополита Алтайского (Барнаул, 2020 г.) — за верность православным традициям в литературном творчестве[35].
- Диплом XI Международного Славянского литературного форума «Золотой Витязь» — за книгу «Блокадные девочки» (2020 г.)[36].
- Диплом лауреата II степени (в номинации проза) конкурса на соискание литературной премии в рамках VIII Всероссийского фестиваля русской словесности и культуры «Во славу Бориса и Глеба» — за рассказ «Далекое. Святое. Дорогое…» и очерк «Шестьсот лет и шесть дней»[37].
- Нагрудный знак и почётный диплом лауреата Премии Кировской области 2021 года в области литературы и искусства — за документальную книгу «Блокадные девочки»[38].
- «Золотой Диплом» XIII Международного Славянского литературного форума «Золотой Витязь» (номинация — литературоведение) — за книгу «Поговорим. Стихи почитаем…» (2021)[39].
- — Специальный диплом областного конкурса «Вятская книга года — 2023» за сборник патриотических произведений вятских писателей «Zа Вятку»[40].
- — Диплом второго открытого межрегионального литературного конкурса имени Бориса Можаева «Хозяин земли» (Рязань-2024) за первое место в номинации «Художественная проза»[41].
- — Диплом-2024 лауреата премии поэта-фронтовика Овидия Любовикова за цикл публикаций «Татьяна Кармазина: „В памяти о блокаде остались только отдельные звуки“[42].

## Семья
- Жена — Ольга Владимировна Бакина — российский журналист, руководитель учреждений образования сферы культуры Кировской области. Кандидат филологических наук (2001), член Союза журналистов России (1987)
- Сын — Игнат Бакин, выпускник Уральского государственного университета имени А. М. Горького, журналист.
- Сын — Егор Бакин, выпускник Волго-Вятской Академии Государственной Службы Российской академии народного хозяйства и государственной службы при Президенте Российской Федерации, предприниматель.